# Copa México Apertura 2013
La Copa MX Apertura 2013 fue la edición 43 de la Copa México. Contó con los regresos a esta competencia de Tigres, Chivas, Monterrey y Santos, además de Zacatepec y los debuts de Oaxaca, Delfines y Atlético San Luis. El campeón del torneo anterior era el Cruz Azul, pero por clasificar a Concacaf Liga Campeones 2013-14 no pudo defender su título. El campeón de este torneo, Monarcas Morelia, jugó contra el ganador de la Copa MX Clausura 2014, Tigres UANL, en la Supercopa MX 2013-14, para definir el cupo de México 3 para la Copa Libertadores 2015.

## Sistema de competencia
La competencia de la Copa MX es organizada por la Liga Bancomer MX y Ascenso MX.

La Copa MX A13 se llevó a cabo en los meses de julio a octubre del 2013 y los partidos se programaron los días martes, miércoles o jueves, dependiendo del calendario de competencia de ambas Divisiones.

Participaron en la Copa MX A13 un total de 28 clubes: 14 clubes de la Liga Bancomer MX y 14 clubes de Ascenso MX.

Por lo que hace a los 14 clubes de la Liga Bancomer MX, se descontaron de la Tabla General de Acceso a los cuatro Clubes que compitieron en la Concacaf Liga Campeones 2013-14 (Cruz Azul, Club América, Deportivo Toluca y Club Tijuana). El Veracruz, que ascendió de Ascenso MX a la Liga Bancomer MX para la Temporada 2013-2014 ocupó el lugar 14.

En cuanto a los Clubes de Ascenso MX, participaron los 14 clubes de esta División descontando a Ballenas Galeana, Club que ascendió de Segunda División.

### Fase de Calificación
Se integró por 6 jornadas en las que los clubes jugaron sólo con rivales de su grupo en series denominadas llaves.
Los 28 clubes participantes se dividieron en 7 grupos de 4 clubes cada uno.
Los equipos de cada grupo jugaron 3 llaves que se calificaron de la siguiente forma:
- Por juego ganado se obtuvieron tres puntos
- Por juego empatado se obtuvo un punto
- Por juego perdido cero puntos
- Por llave ganada un punto adicional

En caso de que haya existido empate en el número de puntos obtenidos por juego, se tomó como criterio de desempate el mayor número de goles anotados como visitante. En caso de que haya existido empate en el número puntos obtenidos y en goles anotados, o no se hayan anotado goles en los partidos, no hubo punto adicional en la llave.

Si al finalizar las 6 jornadas, dos o más Clubes estuviesen empatados en puntos, su posición en la Tabla General de Clasificación será determinada atendiendo a los siguientes criterios de desempate:
1. Mejor diferencia entre los goles anotados y recibidos
2. Mayor número de goles anotados
3. Marcadores particulares entre los Clubes empatados
4. Mayor número de goles anotados como visitante
5. Mejor ubicado en la Tabla General de Cociente
6. Tabla Fair Play
7. Sorteo

Para determinar los lugares que ocuparon los clubes que participen en la fase final de la Copa MX A13, se tomó como base la Tabla General de Clasificación al término del torneo.

### Fase final
Participaron por el título de Campeón de la Copa MX A13 el primer lugar de cada uno de los 7 grupos y, para completar a los 8 finalistas, el mejor segundo lugar de entre todos los grupos.

En esta fase los equipos se enfrentaron a un solo partido resultando vencedor el que anote mayor número de goles en el tiempo reglamentario de juego. En caso de empate en goles o que no se haya anotado ninguno, para decidir el encuentro se procedería a tirar series de penales.

Los estadios donde se llevarán a cabo los partidos de esta fase se definirán por la posición en la tabla general, siendo local el equipo que esté mejor posicionado sin importar la división a la que pertenezca.
La fase final se jugó de la siguiente forma:
- Cuartos de Final
  - 1 vs 8 → SF1
  - 2 vs 7 → SF2
  - 3 vs 6 → SF3
  - 4 vs 5 → SF4
- Semifinales
  - SF1 vs SF4 → F1
  - SF2 vs SF3 → F2
- Final
  - F1 vs F2

## Equipos por entidad federativa
Para este torneo hubo participación de 20 de las 32 entidades federativas que conforman la República Mexicana. La entidad federativa con más equipos profesionales en este torneo fue el estado de Jalisco con cuatro equipos.
| Dorados Altamira Delfines Correcaminos Celaya León Necaxa Veracruz Mérida Pachuca Cruz Azul Hidalgo Morelia Atlas Estudiantes Atlético San Luis Querétaro Puebla Lobos BUAP Monterrey Tigres Pumas Chiapas Atlante Zacatepec Santos Guadalajara Oaxaca Leones Negros |

| Entidad federativa | N.º | Equipos                                         |
| ------------------ | --- | ----------------------------------------------- |
| Jalisco            | 4   | Guadalajara, Atlas, Estudiantes y Leones Negros |
| Nuevo León         | 2   | Monterrey y Tigres                              |
| Guanajuato         | 2   | León y Celaya                                   |
| Puebla             | 2   | Puebla y Lobos BUAP                             |
| Tamaulipas         | 2   | Correcaminos y Altamira                         |
| Hidalgo            | 2   | Pachuca y Cruz Azul Hidalgo                     |
| Distrito Federal   | 1   | Pumas                                           |
| Michoacán          | 1   | Morelia                                         |
| Chiapas            | 1   | Chiapas                                         |
| Coahuila           | 1   | Santos                                          |
| Yucatán            | 1   | Mérida                                          |
| San Luis Potosí    | 1   | Atlético San Luis                               |
| Querétaro          | 1   | Querétaro                                       |
| Sinaloa            | 1   | Dorados                                         |
| Aguascalientes     | 1   | Necaxa                                          |
| Quintana Roo       | 1   | Atlante                                         |
| Veracruz           | 1   | Veracruz                                        |
| Oaxaca             | 1   | Oaxaca                                          |
| Campeche           | 1   | Delfines                                        |
| Morelos            | 1   | Zacatepec                                       |

## Información de los equipos
| Equipo              | Entrenador                | Estadio                        | Ciudad                             | Patrocinador          | Kit                         |
| ------------------- | ------------------------- | ------------------------------ | ---------------------------------- | --------------------- | --------------------------- |
| Altamira            | Mario García              | Altamira                       | Altamira, Tamaulipas               |                       | Lotto                       |
| Atlante             | Rubén Israel              | Andrés Quintana Roo            | Cancún, Quintana Roo               | Cancún                | Kappa                       |
| Atlas               | Omar Asad                 | Jalisco                        | Guadalajara, Jalisco               | Casas Javer           | Nike                        |
| Atlético San Luis   | Miguel Fuentes            | Alfonso Lastras                | San Luis Potosí, San Luis Potosí   | Boing                 | Kappa                       |
| Celaya              | Marco de Almeida          | Miguel Alemán Valdés           | Celaya, Guanajuato                 | Bachoco               | Keuka                       |
| Chiapas             | Sergio Bueno              | Víctor Manuel Reyna            | Tuxtla Gutiérrez, Chiapas          | Soriana               | Pirma                       |
| Correcaminos        | Joaquín del Olmo          | Marte R. Gómez                 | Cd. Victoria, Tamaulipas           | Libertad              | Atlética                    |
| Cruz Azul Hidalgo   | Juan Reynoso Guzmán       | 10 de diciembre                | Cd. Cooperativa Cruz Azul, Hidalgo | Cemento Cruz Azul     | Umbro                       |
| Delfines del Carmen | Jose Marroquin            | Unidad Deportiva del Campus II | Cd. del Carmen, Campeche           | Banamex               | Nike                        |
| Dorados             | Francisco Ramírez         | Banorte                        | Culiacán, Sinaloa                  | Coppel                | Silver Sports               |
| Estudiantes Tecos   | Pako Ayestarán            | Tres de Marzo                  | Zapopan, Jalisco                   | Telcel                | Pirma                       |
| Guadalajara         | Juan Carlos Ortega Orozco | Omnilife                       | Guadalajara, Jalisco               | Bimbo                 | Adidas                      |
| León                | Gustavo Matosas           | León                           | León, Guanajuato                   | Caja Popular Mexicana | Pirma                       |
| Leones Negros       | Alfonso Sosa              | Jalisco                        | Guadalajara, Jalisco               | Proulex               | Lotto                       |
| Lobos BUAP          | Héctor Medrano            | Olímpico de la BUAP            | Puebla, Puebla                     | Coca Cola             | Keuka                       |
| Mérida              | Ricardo Valiño            | Carlos Iturralde Rivero        | Mérida, Yucatán                    | ADO                   | Lotto                       |
| Monterrey           | José Guadalupe Cruz       | Tecnológico                    | Monterrey, Nuevo León              | Bimbo                 | Nike                        |
| Morelia             | Carlos Bustos             | Morelos                        | Morelia, Michoacán                 | Bridgestone           | Joma                        |
| Necaxa              | Jaime Ordiales            | Victoria                       | Aguascalientes, Aguascalientes     | ETN                   | Pirma                       |
| Oaxaca              | Ricardo Rayas             | Benito Juárez                  | Oaxaca, Oaxaca                     |                       | Lotto                       |
| Pachuca             | Enrique Meza              | Hidalgo                        | Pachuca, Hidalgo                   | Cementos Fortaleza    | Nike                        |
| Puebla              | Rubén Omar Romano         | Cuauhtémoc                     | Puebla, Puebla                     | Audi                  | Pirma                       |
| Querétaro           | Ignacio Ambriz            | Corregidora                    | Querétaro, Querétaro               | Libertad              | Pirma                       |
| Santos              | Pedro Caixinha            | Corona                         | Torreón, Coahuila                  | Soriana               | Archivo:213p U m A.png Puma |
| Tigres              | Ricardo Ferretti          | Universitario                  | Monterrey, Nuevo León              | Cemex                 | Adidas                      |
| UNAM                | Jose Luis Trejo           | Olímpico Universitario         | México, D. F.                      | Banamex               | Archivo:213p U m A.png Puma |
| Veracruz            | Juan Antonio Luna         | Luis "Pirata" Fuente           | Veracruz, Veracruz                 | Winpot Casino         | Kappa                       |
| Zacatepec           | Guillermo Huerta          | Centenario                     | Zacatepec, Morelos                 | Boing                 | Silver Sports               |

## Fase de grupos
Jugarán en siete grupos de cuatro equipos, en cada grupo habrá dos equipos de la Liga Bancomer MX y dos del Ascenso MX. Clasificarán a cuartos de final el primer lugar de cada grupo y el mejor segundo lugar.
- Los horarios son correspondientes al Tiempo del Centro de México (UTC-6 y UTC-5 en horario de verano).

|  | Equipo clasificado para la Fase final (Primer lugar de grupo).        |
|  | Equipo clasificado para la Fase final (Mejor segundo lugar de grupo). |
|  | Equipo eliminado de la competición.                                   |

### Grupo 1
Equipos de la Liga Bancomer MX: Monterrey Puebla.
Equipos del Ascenso MX: Correcaminos y Altamira.
Transmisión: Televisa Deportes Network
| Pos. | Equipo           | Pts. | PJ | G | E | P | LG | GF | GC | Dif. | Clasificación             |
| ---- | ---------------- | ---- | -- | - | - | - | -- | -- | -- | ---- | ------------------------- |
| 1    | Monterrey        | 17   | 6  | 4 | 2 | 0 | 3  | 11 | 4  | +7   | Acceso a cuartos de final |
| 2    | Correcaminos UAT | 11   | 6  | 2 | 3 | 1 | 2  | 8  | 9  | −1   |                           |
| 3    | Altamira         | 6    | 6  | 1 | 2 | 3 | 1  | 6  | 8  | −2   |                           |
| 4    | Puebla           | 3    | 6  | 0 | 3 | 3 | 0  | 6  | 10 | −4   |                           |

 Fuente: [cita requerida]
| Puebla       | 2:2 (0:0)                                                                                                   | Altamira     | Cuauhtémoc     | 23 de julio      | 19:00 | TDN |
| Monterrey    | 4:1 (2:1)                                                                                                   | Correcaminos | Tecnológico    | 24 de julio      | 21:00 | TDN |
| Altamira     | 2:0 (1:0) (enlace roto disponible en Internet Archive; véase el historial, la primera versión y la última). | Puebla       | Altamira       | 7 de agosto      | 19:00 | TDN |
| Correcaminos | 1:1 (1:0) (enlace roto disponible en Internet Archive; véase el historial, la primera versión y la última). | Monterrey    | Marte R. Gómez | 7 de agosto      | 21:00 | TDN |
| Puebla       | 2:3 (2:2)                                                                                                   | Correcaminos | Cuauhtémoc     | 20 de agosto     | 19:00 | TDN |
| Monterrey    | 2:0 (0:0)                                                                                                   | Altamira     | Tecnológico    | 21 de agosto     | 21:00 | TDN |
| Correcaminos | 1:1 (1:0)                                                                                                   | Puebla       | Marte R. Gómez | 27 de agosto     | 21:00 | TDN |
| Altamira     | 1:2 (0:1)                                                                                                   | Monterrey    | Altamira       | 28 de agosto     | 21:00 | TDN |
| Puebla       | 0:1 (0:0)                                                                                                   | Monterrey    | Cuauhtémoc     | 17 de septiembre | 21:00 | TDN |
| Altamira     | 1:2 (0:1)                                                                                                   | Correcaminos | Altamira       | 18 de septiembre | 19:00 | TDN |
| Correcaminos | 0:0 | Altamira     | Marte R. Gómez | 24 de septiembre | 21:00 | TDN |
| Monterrey    | 1:1 (1:1)                                                                                                   | Puebla       | Tecnológico    | 24 de septiembre | 21:00 | TDN |

### Grupo 2
Equipos de la Liga Bancomer MX: Tigres y Santos.
Equipos del Ascenso MX: Zacatepec y Cruz Azul Hidalgo.
Transmisión: TVC Deportes y Multimedios Televisión (Solo Duelos de Tigres)
| Pos. | Equipo            | Pts. | PJ | G | E | P | LG | GF | GC | Dif. | Clasificación             |
| ---- | ----------------- | ---- | -- | - | - | - | -- | -- | -- | ---- | ------------------------- |
| 1    | Tigres            | 12   | 6  | 3 | 1 | 2 | 2  | 9  | 5  | +4   | Acceso a cuartos de final |
| 2    | Santos            | 10   | 6  | 2 | 3 | 1 | 1  | 9  | 8  | +1   |                           |
| 3    | Cruz Azul Hidalgo | 10   | 6  | 1 | 5 | 0 | 2  | 2  | 1  | +1   |                           |
| 4    | Zacatepec         | 3    | 6  | 0 | 3 | 3 | 0  | 5  | 11 | −6   |                           |

 Fuente: [cita requerida]
| Santos            | 3:0 (0:0)                                                                                             | Zacatepec 1948    | Corona TSM      | 23 de julio      | 21:00 | TVC Deportes |
| Cruz Azul Hidalgo | 1:0 (1:0)                                                                                             | Tigres            | 10 de Diciembre | 24 de julio      | 15:00 | TVC Deportes |
| Zacatepec 1948    | 3:3 (1:0)                                                                                             | Santos            | Centenario      | 6 de agosto      | 21:00 | TVC Deportes |
| Tigres            | 0:0 (enlace roto disponible en Internet Archive; véase el historial, la primera versión y la última). | Cruz Azul Hidalgo | Universitario   | 7 de agosto      | 21:00 | Multimedios  |
| Cruz Azul Hidalgo | 0:0                                                                                                   | Santos            | 10 de Diciembre | 20 de agosto     | 15:00 | TVC Deportes |
| Zacatepec 1948    | 1:2 (1:1)                                                                                             | Tigres            | Centenario      | 21 de agosto     | 21:00 | TVC Deportes |
| Santos            | 0:0                                                                                                   | Cruz Azul Hidalgo | Corona TSM      | 27 de agosto     | 21:00 | TVC Deportes |
| Tigres            | 2:0 (1:0)                                                                                             | Zacatepec 1948    | Universitario   | 28 de agosto     | 21:00 | Multimedios  |
| Cruz Azul Hidalgo | 0:0                                                                                                   | Zacatepec 1948    | 10 de Diciembre | 17 de septiembre | 15:00 | TVC Deportes |
| Tigres            | 3:0 (1:0)                                                                                             | Santos            | Universitario   | 18 de septiembre | 21:00 | Multimedios  |
| Santos            | 3:2 (3:1)                                                                                             | Tigres            | Corona TSM      | 24 de septiembre | 21:00 | TVC Deportes |
| Zacatepec 1948    | 1:1 (1:1)                                                                                             | Cruz Azul Hidalgo | Centenario      | 25 de septiembre | 19:00 | TVC Deportes |

### Grupo 3
Equipos de la Liga Bancomer MX: Atlante y Chiapas.
Equipos del Ascenso MX: Mérida y Delfines.
Transmisión: Ninguno.
| Pos. | Equipo   | Pts. | PJ | G | E | P | LG | GF | GC | Dif. | Clasificación             |
| ---- | -------- | ---- | -- | - | - | - | -- | -- | -- | ---- | ------------------------- |
| 1    | Mérida   | 12   | 6  | 3 | 1 | 2 | 2  | 10 | 8  | +2   | Acceso a cuartos de final |
| 2    | Chiapas  | 10   | 6  | 2 | 2 | 2 | 2  | 6  | 4  | +2   |                           |
| 3    | Atlante  | 9    | 6  | 3 | 0 | 3 | 0  | 7  | 10 | −3   |                           |
| 4    | Delfines | 8    | 6  | 2 | 1 | 3 | 1  | 7  | 8  | −1   |                           |

 Fuente: [cita requerida]
| Atlante  | 1:2 (1:2) | Mérida   | Olímpico Andrés Quintana Roo | 24 de julio      | 19:00 | Sin televisora |
| Delfines | 0:0       | Chiapas  | UD Campus II UNACAR          | 24 de julio      | 21:00 | Sin televisora |
| Chiapas  | 1:0 (1:0) | Delfines | Víctor Manuel Reyna          | 6 de agosto      | 19:00 | Sin televisora |
| Mérida   | 1:2 (0:0) | Atlante  | Carlos Iturralde Rivero      | 7 de agosto      | 19:00 | Sin televisora |
| Delfines | 3:1 (1:0) | Atlante  | UD Campus II UNACAR          | 20 de agosto     | 21:00 | Sin televisora |
| Chiapas  | 0:0       | Mérida   | Víctor Manuel Reyna          | 21 de agosto     | 19:00 | Sin televisora |
| Mérida   | 2:1 (1:0) | Chiapas  | Carlos Iturralde Rivero      | 27 de agosto     | 19:00 | Sin televisora |
| Atlante  | 1:0 (0:0) | Delfines | Olímpico Andrés Quintana Roo | 29 de agosto     | 19:00 | Sin televisora |
| Delfines | 1:0 (1:0) | Mérida   | UD Campus II UNACAR          | 17 de septiembre | 19:00 | Sin televisora |
| Chiapas  | 3:0 (0:0) | Atlante  | Víctor Manuel Reyna          | 18 de septiembre | 19:00 | Sin televisora |
| Mérida   | 5:3 (2:0) | Delfines | Carlos Iturralde Rivero      | 24 de septiembre | 19:00 | Sin televisora |
| Atlante  | 2:1 (2:0) | Chiapas  | Olímpico Andrés Quintana Roo | 25 de septiembre | 21:00 | Sin televisora |

### Grupo 4
Equipos de la Liga Bancomer MX: Veracruz y Pachuca.
Equipos del Ascenso MX: Oaxaca y Lobos BUAP.
Transmisión: TVC Deportes
| Pos. | Equipo     | Pts. | PJ | G | E | P | LG | GF | GC | Dif. | Clasificación             |
| ---- | ---------- | ---- | -- | - | - | - | -- | -- | -- | ---- | ------------------------- |
| 1    | Alebrijes  | 17   | 6  | 4 | 2 | 0 | 3  | 11 | 4  | +7   | Acceso a cuartos de final |
| 2    | Pachuca    | 10   | 6  | 2 | 2 | 2 | 2  | 9  | 8  | +1   |                           |
| 3    | Veracruz   | 8    | 6  | 2 | 1 | 3 | 1  | 9  | 9  | 0    |                           |
| 4    | Lobos BUAP | 4    | 6  | 1 | 1 | 4 | 0  | 4  | 12 | −8   |                           |

 Fuente: [cita requerida]
| Pachuca    | 1:0 (1:0)                                                                                             | Lobos BUAP | Hidalgo              | 23 de julio      | 19:00 | TVC Deportes |
| Veracruz   | 0:0                                                                                                   | Oaxaca     | Luis "Pirata" Fuente | 23 de julio      | 19:00 | TVC Deportes |
| Lobos BUAP | 0:0 (enlace roto disponible en Internet Archive; véase el historial, la primera versión y la última). | Pachuca    | Olímpico de la BUAP  | 6 de agosto      | 19:00 | TVC Deportes |
| Oaxaca     | 1:0 (1:0)                                                                                             | Veracruz   | Benito Juárez        | 7 de agosto      | 19:00 | TVC Deportes |
| Veracruz   | 4:1 (3:1)                                                                                             | Lobos BUAP | Luis "Pirata" Fuente | 21 de agosto     | 19:00 | TVC Deportes |
| Oaxaca     | 1:1 (1:1)                                                                                             | Pachuca    | Benito Juárez        | 21 de agosto     | 19:00 | TVC Deportes |
| Lobos BUAP | 2:1 (0:0)                                                                                             | Veracruz   | Olímpico de la BUAP  | 27 de agosto     | 21:00 | TVC Deportes |
| Pachuca    | 2:3 (2:1)                                                                                             | Oaxaca     | Hidalgo              | 27 de agosto     | 19:00 | TVC Deportes |
| Oaxaca     | 1:0 (0:0)                                                                                             | Lobos BUAP | Benito Juárez        | 17 de septiembre | 21:00 | TVC Deportes |
| Pachuca    | 4:0 (4:0)                                                                                             | Veracruz   | Hidalgo              | 18 de septiembre | 19:00 | TVC Deportes |
| Lobos BUAP | 1:5 (0:1)                                                                                             | Oaxaca     | Olímpico de la BUAP  | 24 de septiembre | 19:00 | TVC Deportes |
| Veracruz   | 4:1 (2:1)                                                                                             | Pachuca    | Luis "Pirata" Fuente | 25 de septiembre | 21:00 | TVC Deportes |

### Grupo 5
Equipos de la Liga Bancomer MX: Querétaro y Pumas.
Equipos del Ascenso MX: Leones Negros y Atlético San Luis.
Transmisión: SKY
| Pos. | Equipo            | Pts. | PJ | G | E | P | LG | GF | GC | Dif. | Clasificación             |
| ---- | ----------------- | ---- | -- | - | - | - | -- | -- | -- | ---- | ------------------------- |
| 1    | UNAM              | 14   | 6  | 3 | 3 | 0 | 2  | 12 | 2  | +10  | Acceso a cuartos de final |
| 2    | Querétaro         | 13   | 6  | 3 | 2 | 1 | 2  | 5  | 3  | +2   |                           |
| 3    | U de G            | 9    | 6  | 1 | 4 | 1 | 2  | 4  | 5  | −1   |                           |
| 4    | Atlético San Luis | 1    | 6  | 0 | 1 | 5 | 0  | 3  | 14 | −11  |                           |

 Fuente: [cita requerida]
| San Luis      | 0:1 (0:0) | Querétaro     | Alfonso Lastras        | 23 de julio      | 21:00 |  |
| Leones Negros | 0:0       | Pumas         | Jalisco                | 24 de julio      | 21:00 |  |
| Querétaro     | 2:0 (0:0) | San Luis      | Corregidora            | 6 de agosto      | 19:00 |  |
| Pumas         | 1:1 (0:0) | Leones Negros | Olímpico Universitario | 6 de agosto      | 21:00 |  |
| Querétaro     | 0:0       | Leones Negros | Corregidora            | 20 de agosto     | 19:00 |  |
| San Luis      | 1:4 (0:2) | Pumas         | Alfonso Lastras        | 21 de agosto     | 21:00 |  |
| Leones Negros | 0:2 (0:0) | Querétaro     | Jalisco                | 27 de agosto     | 19:00 |  |
| Pumas         | 4:0 (3:0) | San Luis      | Olímpico Universitario | 27 de agosto     | 21:00 |  |
| San Luis      | 0:1 (0:0) | Leones Negros | Alfonso Lastras        | 17 de septiembre | 19:00 |  |
| Querétaro     | 0:0       | Pumas         | Corregidora            | 18 de septiembre | 21:00 |  |
| Leones Negros | 2:2 (0:1) | San Luis      | Jalisco                | 24 de septiembre | 19:00 |  |
| Pumas         | 3:0 (1:0) | Querétaro     | Olímpico Universitario | 24 de septiembre | 21:00 |  |

### Grupo 6
Equipos de la Liga Bancomer MX: Guadalajara y León.
Equipos del Ascenso MX: Necaxa y Dorados.
Transmisión: Televisa Deportes Network y Fox Sports (Solo juegos del Leon como local)
| Pos. | Equipo      | Pts. | PJ | G | E | P | LG | GF | GC | Dif. | Clasificación             |
| ---- | ----------- | ---- | -- | - | - | - | -- | -- | -- | ---- | ------------------------- |
| 1    | León        | 14   | 6  | 3 | 3 | 0 | 2  | 7  | 2  | +5   | Acceso a cuartos de final |
| 2    | Guadalajara | 14   | 6  | 3 | 3 | 0 | 2  | 9  | 6  | +3   |                           |
| 3    | Dorados     | 8    | 6  | 2 | 1 | 3 | 1  | 6  | 8  | −2   |                           |
| 4    | Necaxa      | 1    | 6  | 0 | 1 | 5 | 0  | 1  | 7  | −6   |                           |

 Fuente: [cita requerida]
| Necaxa      | 1:2 (0:0) | Guadalajara | Victoria | 23 de julio      | 21:00             | TDN |
| León        | 3:0 (0:0) | Dorados     | León     | 24 de julio      | 19:00             |     |
| Guadalajara | 0:0       | Necaxa      | Omnilife | 7 de agosto      | 19:00             | TDN |
| Dorados     | 0:0       | León        | Banorte  | 7 de agosto      | 21:00 HC/20:00 HL | TDN |
| León        | 1:0 (0:0) | Necaxa      | León     | 20 de agosto     | 19:00             |     |
| Dorados     | 2:3 (0:0) | Guadalajara | Banorte  | 20 de agosto     | 21:00 HC/20:00 HL | TDN |
| Necaxa      | 0:1 (0:0) | León        | Victoria | 27 de agosto     | 21:00             | TDN |
| Guadalajara | 2:1 (0:0) | Dorados     | Omnilife | 28 de agosto     | 19:00             | TDN |
| Necaxa      | 0:1 (0:1) | Dorados     | Victoria | 17 de septiembre | 21:00             | TDN |
| León        | 1:1 (0:0) | Guadalajara | León     | 18 de septiembre | 21:00             |     |
| Dorados     | 2:0 (1:0) | Necaxa      | Banorte  | 25 de septiembre | 19:00 HC/18:00 HL | TDN |
| Guadalajara | 1:1 (0:1) | León        | Omnilife | 25 de septiembre | 21:00             | TDN |

### Grupo 7
Equipos de la Liga Bancomer MX: Atlas y Morelia.
Equipos del Ascenso MX: Celaya y Estudiantes.
Transmisión: ESPN 2
| Pos. | Equipo      | Pts. | PJ | G | E | P | LG | GF | GC | Dif. | Clasificación             |
| ---- | ----------- | ---- | -- | - | - | - | -- | -- | -- | ---- | ------------------------- |
| 1    | Morelia     | 15   | 6  | 4 | 1 | 1 | 2  | 12 | 2  | +10  | Acceso a cuartos de final |
| 2    | Atlas       | 15   | 6  | 3 | 3 | 0 | 3  | 10 | 6  | +4   | Acceso a cuartos de final |
| 3    | Estudiantes | 5    | 6  | 1 | 1 | 4 | 1  | 9  | 13 | −4   |                           |
| 4    | Celaya      | 4    | 6  | 1 | 1 | 4 | 0  | 4  | 14 | −10  |                           |

 Fuente: [cita requerida]
| Celaya      | 0:3 (0:0) | Morelia     | Miguel Alemán | 23 de julio      | 19:00 |  |
| Atlas       | 1:1 (0:0) | Estudiantes | Jalisco       | 23 de julio      | 21:00 |  |
| Estudiantes | 2:3 (0:1) | Atlas       | Tres de Marzo | 6 de agosto      | 21:00 |  |
| Morelia     | 1:0 (0:0) | Celaya      | Morelos       | 7 de agosto      | 21:00 |  |
| Estudiantes | 0:3 (0:0) | Morelia     | Tres de Marzo | 20 de agosto     | 21:00 |  |
| Atlas       | 3:1 (2:0) | Celaya      | Jalisco       | 21 de agosto     | 21:00 |  |
| Morelia     | 4:0 (0:0) | Estudiantes | Morelos       | 27 de agosto     | 21:00 |  |
| Celaya      | 1:1 (1:0) | Atlas       | Miguel Alemán | 28 de agosto     | 21:00 |  |
| Estudiantes | 6:1 (4:0) | Celaya      | Tres de Marzo | 17 de septiembre | 19:00 |  |
| Atlas       | 1:1 (1:0) | Morelia     | Jalisco       | 17 de septiembre | 21:00 |  |
| Morelia     | 0:1 (0:0) | Atlas       | Morelos       | 24 de septiembre | 21:00 |  |
| Celaya      | 1:0 (1:0) | Estudiantes | Miguel Alemán | 25 de septiembre | 21:00 |  |

### Mejor segundo
| Pos. | Equipo           | Pts. | PJ | G | E | P | LG | GF | GC | Dif. | Clasificación             |
| ---- | ---------------- | ---- | -- | - | - | - | -- | -- | -- | ---- | ------------------------- |
| 1    | Atlas            | 15   | 6  | 3 | 3 | 0 | 3  | 10 | 6  | +4   | Acceso a cuartos de final |
| 2    | Guadalajara      | 14   | 6  | 3 | 3 | 0 | 2  | 9  | 6  | +3   |                           |
| 3    | Querétaro        | 13   | 6  | 3 | 2 | 1 | 2  | 5  | 3  | +2   |                           |
| 4    | Correcaminos UAT | 11   | 6  | 2 | 3 | 1 | 2  | 8  | 9  | −1   |                           |
| 5    | Chiapas          | 10   | 6  | 2 | 2 | 2 | 2  | 9  | 4  | +5   |                           |
| 6    | Santos           | 10   | 6  | 2 | 3 | 1 | 1  | 9  | 8  | +1   |                           |
| 7    | Pachuca          | 10   | 6  | 2 | 2 | 2 | 2  | 9  | 8  | +1   |                           |

 Fuente: [cita requerida]

## Tabla de clasificados
| Pos. | Equipo    | Pts. | PJ | G | E | P | LG | GF | GC | Dif. |
| ---- | --------- | ---- | -- | - | - | - | -- | -- | -- | ---- |
| 1    | Alebrijes | 17   | 6  | 4 | 2 | 0 | 3  | 11 | 4  | +7   |
| 2    | Monterrey | 17   | 6  | 4 | 2 | 0 | 3  | 11 | 4  | +7   |
| 3    | Morelia   | 15   | 6  | 4 | 1 | 1 | 2  | 12 | 2  | +10  |
| 4    | Atlas     | 15   | 6  | 3 | 3 | 0 | 3  | 10 | 6  | +4   |
| 5    | UNAM      | 14   | 6  | 3 | 3 | 0 | 2  | 12 | 2  | +10  |
| 6    | León      | 14   | 6  | 3 | 3 | 0 | 2  | 7  | 2  | +5   |
| 7    | Tigres    | 12   | 6  | 3 | 1 | 2 | 2  | 9  | 5  | +4   |
| 8    | Mérida    | 12   | 6  | 3 | 1 | 2 | 2  | 10 | 8  | +2   |

 Fuente: [cita requerida]

## Estadísticas

### Máximos Goleadores
| Pos. | Jugador         | Equipo      | Goles |
| ---- | --------------- | ----------- | ----- |
| 1    | Jahir Barraza   | Atlas       | 6     |
| 2    | Darwin Quintero | Santos      | 5     |
| 3    | Luis Madrigal   | Monterrey   | 5     |
| 4    | Luis Tejada     | Veracruz    | 3     |
| 5    | Henry Martin    | Mérida      | 3     |
| 6    | Ariel Nahuelpan | UNAM        | 3     |
| 7    | Othoniel Arce   | Pachuca     | 3     |
| 8    | Michel Vázquez  | Delfines FC | 3     |
| 9    | Mauro Boselli   | León        | 2     |
| 10   | Martín Bravo    | Pumas       | 2     |

### Máximos asistentes
| Pos. | Jugador            | Equipo        | Asistencias. |
| ---- | ------------------ | ------------- | ------------ |
| 1    | Humberto Suazo     | Monterrey     | 3            |
| 2    | Eduardo Arce       | Puebla        | 2            |
| 3    | Alonso Escoboza    | Santos Laguna | 2            |
| 4    | Edgar Pacheco      | Tigres        | 2            |
| 5    | Arturo González    | Atlas         | 2            |
| 6    | Carlos Fierro      | Guadalajara   | 2            |
| 7    | Carlos Gael Acosta | Monterrey     | 2            |
| 8    | Marcelo Gracia     | Monterrey     | 2            |
| 9    | Jesus Sánchez      | Veracruz      | 1            |
| 10   | Diego Vera         | Puebla        | 1            |

### Porteros Menos Goleados
| Pos. | Jugador            | Equipo            | Goles Recibidos | Minutos Jugados. |
| ---- | ------------------ | ----------------- | --------------- | ---------------- |
| 1    | Alexandro Álvarez  | Cruz Azul Hidalgo | 0               | 90               |
| 2    | Antonio Pérez      | Chiapas           | 0               | 180              |
| 3    | Carlos Rodríguez   | Morelia           | 0               | 360              |
| 4    | Christian Martínez | León              | 0               | 180              |
| 5    | César Ríos         | León              | 0               | 180              |
| 6    | Javier Caso        | Cruz Azul Hidalgo | 0               | 186              |
| 7    | Liborio Sánchez    | Querétaro         | 0               | 180              |
| 8    | Luis Manuel García | Querétaro         | 0               | 180              |
| 9    | Oswaldo Sánchez    | Santos            | 0               | 90               |
| 10   | Edgar Hernández    | Veracruz          | 0               | 90               |

## Fase final
|  | Cuartos de final         | Cuartos de final         | Cuartos de final         |            |       | Semifinales                | Semifinales                | Semifinales                |  |   | Final                  | Final                  | Final                  |  |
|  | 1 y 2 de octubre de 2013 | 1 y 2 de octubre de 2013 | 1 y 2 de octubre de 2013 |            |       | 22 y 23 de octubre de 2013 | 22 y 23 de octubre de 2013 | 22 y 23 de octubre de 2013 |  |   | 5 de noviembre de 2013 | 5 de noviembre de 2013 | 5 de noviembre de 2013 |  |
|  |                          |                          |                          |            |       |                            |                            |                            |  |   |                        |                        |                        |  |
|  |                          |                          |                          |            |       |                            |                            |                            |  |   |                        |                        |                        |  |
|  | 2                        | Monterrey (p.)           | 2 (4)                    |            |       |                            |                            |                            |  |   |                        |                        |                        |  |
|  | 2                        | Monterrey (p.)           | 2 (4)                    |            |       |                            |                            |                            |  |   |                        |                        |                        |  |
|  | 7                        | Tigres                   | 2 (2)                    |            |       |                            |                            |                            |  |   |                        |                        |                        |  |
|  | 7                        | Tigres                   | 2 (2)                    |            | 2     | Monterrey                  | 0                          |                            |  |   |                        |                        |                        |  |
|  |                          |                          |                          |            | 2     | Monterrey                  | 0                          |                            |  |   |                        |                        |                        |  |
|  |                          |                          | 3                        | Morelia    | 3     |                            |                            |                            |  |   |                        |                        |                        |  |
|  | 3                        | Morelia                  | 3                        | Morelia    | 3     | 2                          |                            |                            |  |   |                        |                        |                        |  |
|  | 3                        | Morelia                  |                          |            |       |                            |                            |                            |  |   |                        |                        |                        |  |
|  | 6                        | León                     | 0                        |            |       |                            |                            |                            |  |   |                        |                        |                        |  |
|  | 6                        | León                     | 0                        |            |       |                            |                            |                            |  | 3 | Morelia (p.)           | 3 (3)                  |                        |  |
|  |                          |                          |                          |            |       |                            |                            |                            |  | 3 | Morelia (p.)           | 3 (3)                  |                        |  |
|  |                          |                          | 4                        | Atlas      | 3 (1) |                            |                            |                            |  |   |                        |                        |                        |  |
|  | 1                        | Alebrijes                | 4                        | Atlas      | 3 (1) | 2                          |                            |                            |  |   |                        |                        |                        |  |
|  | 1                        | Alebrijes                |                          |            |       |                            |                            |                            |  |   |                        |                        |                        |  |
|  | 8                        | Mérida                   | 1                        |            |       |                            |                            |                            |  |   |                        |                        |                        |  |
|  | 8                        | Mérida                   | 1                        |            | 1     | Alebrijes                  | 1 (4)                      |                            |  |   |                        |                        |                        |  |
|  |                          |                          |                          |            | 1     | Alebrijes                  | 1 (4)                      |                            |  |   |                        |                        |                        |  |
|  |                          |                          | 4                        | Atlas (p.) | 1 (5) |                            |                            |                            |  |   |                        |                        |                        |  |
|  | 4                        | Atlas                    | 4                        | Atlas (p.) | 1 (5) | 2                          |                            |                            |  |   |                        |                        |                        |  |
|  | 4                        | Atlas                    |                          |            |       |                            |                            |                            |  |   |                        |                        |                        |  |
|  | 5                        | UNAM                     | 1                        |            |       |                            |                            |                            |  |   |                        |                        |                        |  |
|  | 5                        | UNAM                     | 1                        |            |       |                            |                            |                            |  |   |                        |                        |                        |  |
|  |                          |                          |                          |            |       |                            |                            |                            |  |   |                        |                        |                        |  |

## Cuartos de final

### Oaxaca-Mérida
| 1 de octubre de 2013, 19:00 Hrs | Oaxaca                 | 2-1 | Mérida    | Benito Juárez, Oaxaca, Oaxaca            |                                          |
|                                 | Moreno 42' Ramírez 46' |     | Martín 1' | Asistencia: Sin Información espectadores | Asistencia: Sin Información espectadores |

### Monterrey-Tigres
| 2 de octubre de 2013, 21:00 Hrs | Monterrey | 2-2 | Tigres | Tecnológico, Monterrey, Nuevo León       |  |
|                                 |           |     |        | Asistencia: Sin Información espectadores |  |

### Morelia-León
| 1 de octubre de 2013, 21:00 Hrs | Morelia | 2-0         | León | Morelos, Morelia, Michoacán              |                                          |
|                                 |         | [2 Reporte] |      | Asistencia: Sin Información espectadores | Asistencia: Sin Información espectadores |

### Atlas-Pumas
| 2 de octubre de 2013, 19:00 Hrs | Atlas | 2-1 | Pumas |                                          |  |
|                                 |       |     |       | Asistencia: Sin Información espectadores |  |

## Semifinales

### Monterrey-Morelia
| 22 de octubre de 2013, 21:00 Hrs | Monterrey | 0-1 | Morelia                                | Tecnológico, Monterrey, Nuevo León          |                                             |
|                                  |           |     | Mancilla 40', 68' · Morales 78' (pen.) | Asistencia: César Arturo Ramos espectadores | Asistencia: César Arturo Ramos espectadores |

### Oaxaca-Atlas
| 23 de octubre de 2013, 20:00 Hrs | Oaxaca                                        | 1-1                        | Atlas                                    | Benito Juárez, Oaxaca, Oaxaca           |                                         |
|                                  | Ramírez 34'                                   |                            | Santos 47'                               | Asistencia: Eduardo Galván espectadores | Asistencia: Eduardo Galván espectadores |
|                                  |                                               | Tiros desde el punto penal |                                          |                                         |                                         |
|                                  | Torres · Madrigal · Ramírez · Medina · Alfaro |                            | Bravo · Torres · Barraza · Ponce · Ayala |                                         |                                         |

## Final

### 1° - 2°
| 5 de noviembre de 2013 21:00                                | Morelia                                                 | 3-3     | Atlas                                        | Estadio Morelos,                                              |                                                               |
|                                                             | Jefferson Montero 7' · Edgar Andrade 12' · Mancilla 54' | Reporte | Omar Bravo 39' · Vuoso 50' · Lucas Ayala 57' | Asistencia: 31,830 espectadores Árbitro(s): Fernando Guerrero | Asistencia: 31,830 espectadores Árbitro(s): Fernando Guerrero |
| Monarcas Morelia primera vez en su historia campeón de copa |                                                         |         |                                              |                                                               |                                                               |

| Tanda de penales |       |     |       |               |
| Mancilla         | Anotó | 1:0 | Fallo | Vuoso         |
| Federico Vilar   | Anotó | 2:1 | Anotó | Flavio Santos |
| Armando Zamorano | Anotó | 3:1 | fallo | Leandro Cufré |
|                  |       | 3:1 | Fallo | Lucas Ayala   |

### Final
| 1     | POR   | Federico Vilar        |  |
| 2     | DEF   | Enrique Pérez         |  |
| 3     | DEF   | Joel Huiqui           |  |
| 4     | DEF   | Rodrigo Godínez       |  |
| 5     | DEF   | José María Cárdenas   |  |
| 6     | MED   | Aldo Leão Ramírez     |  |
| 7     | MED   | Edgar Andrade         |  |
| 8     | MED   | Christian Valdez      |  |
| 9     | MED   | Carlos Adrián Morales |  |
| 10    | DEL   | Hector Mancilla       |  |
| 11    | DEL   | Jefferson Montero     |  |
| D. T. | D. T. | Carlos Bustos         |  |

| 1     | POR   | Miguel Pinto            |  |
| 2     | DEF   | Facundo Erpen           |  |
| 3     | DEF   | Gregorio Torres         |  |
| 4     | DEF   | Sergio Amaury Ponce     |  |
| 5     | DEF   | Francisco Giovanni León |  |
| 6     | MED   | Lucas Ayala             |  |
| 7     | MED   | José Luis Chávez        |  |
| 8     | MED   | Édson Rivera            |  |
| 9     | MED   | Omar Bravo              |  |
| 10    | DEL   | Vicente Matías Vuoso    |  |
| 11    | DEL   | Flavio Santos           |  |
| D. T. | D. T. | José Luis Mata          |  |

| 12 | Defensa        | ? | Entró |
| 13 | Centrocampista | ? | Entró |
| 14 | Delantero      | ? | Entró |

| 12 | Defensa        | ? | Entró |
| 13 | Centrocampista | ? | Entró |
| 14 | Delantero      | ? | Entró |

| Anotado · Anotado | Jefferson Montero 6´ Edgar Andrade12´ Hector Mancilla 53´ | 3:3 (3):(1) |

| Anotado · Anotado | Omar Bravo39´ Matías Vuoso51´ Lucas Ayala57´´ | 3:3 (1):(3) |

| Amonestado · Amonestado | ? |

| Amonestado · Amonestado | ? |

| Expulsado · Otorgado · Expulsado | ? |

| Expulsado · Otorgado · Expulsado | ? |

| Principal  | Fernando Guerrero   |
| Asistentes | Juan Joel Rangel    |
|            | Juan Carlos Salinas |
| Cuarto     | Óscar Macías        |

|                    |   |   |
| Tiros              | - | - |
| Tiros a puerta     | - | - |
| Faltas             | - | - |
| Saques de esquina  | - | - |
| Penaltis           | - | - |
| Fueras de juego    | - | - |
| Posesión del balón | % | % |

| Alineación inicial |

| 1     | POR   | Federico Vilar        |  |
| 2     | DEF   | Enrique Pérez         |  |
| 3     | DEF   | Joel Huiqui           |  |
| 4     | DEF   | Rodrigo Godínez       |  |
| 5     | DEF   | José María Cárdenas   |  |
| 6     | MED   | Aldo Leão Ramírez     |  |
| 7     | MED   | Edgar Andrade         |  |
| 8     | MED   | Christian Valdez      |  |
| 9     | MED   | Carlos Adrián Morales |  |
| 10    | DEL   | Hector Mancilla       |  |
| 11    | DEL   | Jefferson Montero     |  |
| D. T. | D. T. | Carlos Bustos         |  |

| 1     | POR   | Miguel Pinto            |  |
| 2     | DEF   | Facundo Erpen           |  |
| 3     | DEF   | Gregorio Torres         |  |
| 4     | DEF   | Sergio Amaury Ponce     |  |
| 5     | DEF   | Francisco Giovanni León |  |
| 6     | MED   | Lucas Ayala             |  |
| 7     | MED   | José Luis Chávez        |  |
| 8     | MED   | Édson Rivera            |  |
| 9     | MED   | Omar Bravo              |  |
| 10    | DEL   | Vicente Matías Vuoso    |  |
| 11    | DEL   | Flavio Santos           |  |
| D. T. | D. T. | José Luis Mata          |  |

| 12 | Defensa        | ? | Entró |
| 13 | Centrocampista | ? | Entró |
| 14 | Delantero      | ? | Entró |

| 12 | Defensa        | ? | Entró |
| 13 | Centrocampista | ? | Entró |
| 14 | Delantero      | ? | Entró |

| Anotado · Anotado | Jefferson Montero 6´ Edgar Andrade12´ Hector Mancilla 53´ | 3:3 (3):(1) |

| Anotado · Anotado | Omar Bravo39´ Matías Vuoso51´ Lucas Ayala57´´ | 3:3 (1):(3) |

| Amonestado · Amonestado | ? |

| Amonestado · Amonestado | ? |

| Expulsado · Otorgado · Expulsado | ? |

| Expulsado · Otorgado · Expulsado | ? |

| Principal  | Fernando Guerrero   |
| Asistentes | Juan Joel Rangel    |
|            | Juan Carlos Salinas |
| Cuarto     | Óscar Macías        |

|                    |   |   |
| Tiros              | - | - |
| Tiros a puerta     | - | - |
| Faltas             | - | - |
| Saques de esquina  | - | - |
| Penaltis           | - | - |
| Fueras de juego    | - | - |
| Posesión del balón | % | % |

| Alineación inicial |

| 1     | POR   | Federico Vilar        |  |
| 2     | DEF   | Enrique Pérez         |  |
| 3     | DEF   | Joel Huiqui           |  |
| 4     | DEF   | Rodrigo Godínez       |  |
| 5     | DEF   | José María Cárdenas   |  |
| 6     | MED   | Aldo Leão Ramírez     |  |
| 7     | MED   | Edgar Andrade         |  |
| 8     | MED   | Christian Valdez      |  |
| 9     | MED   | Carlos Adrián Morales |  |
| 10    | DEL   | Hector Mancilla       |  |
| 11    | DEL   | Jefferson Montero     |  |
| D. T. | D. T. | Carlos Bustos         |  |

| 1     | POR   | Miguel Pinto            |  |
| 2     | DEF   | Facundo Erpen           |  |
| 3     | DEF   | Gregorio Torres         |  |
| 4     | DEF   | Sergio Amaury Ponce     |  |
| 5     | DEF   | Francisco Giovanni León |  |
| 6     | MED   | Lucas Ayala             |  |
| 7     | MED   | José Luis Chávez        |  |
| 8     | MED   | Édson Rivera            |  |
| 9     | MED   | Omar Bravo              |  |
| 10    | DEL   | Vicente Matías Vuoso    |  |
| 11    | DEL   | Flavio Santos           |  |
| D. T. | D. T. | José Luis Mata          |  |

| 12 | Defensa        | ? | Entró |
| 13 | Centrocampista | ? | Entró |
| 14 | Delantero      | ? | Entró |

| 12 | Defensa        | ? | Entró |
| 13 | Centrocampista | ? | Entró |
| 14 | Delantero      | ? | Entró |

| Anotado · Anotado | Jefferson Montero 6´ Edgar Andrade12´ Hector Mancilla 53´ | 3:3 (3):(1) |

| Anotado · Anotado | Omar Bravo39´ Matías Vuoso51´ Lucas Ayala57´´ | 3:3 (1):(3) |

| Amonestado · Amonestado | ? |

| Amonestado · Amonestado | ? |

| Expulsado · Otorgado · Expulsado | ? |

| Expulsado · Otorgado · Expulsado | ? |

| Principal  | Fernando Guerrero   |
| Asistentes | Juan Joel Rangel    |
|            | Juan Carlos Salinas |
| Cuarto     | Óscar Macías        |

|                    |   |   |
| Tiros              | - | - |
| Tiros a puerta     | - | - |
| Faltas             | - | - |
| Saques de esquina  | - | - |
| Penaltis           | - | - |
| Fueras de juego    | - | - |
| Posesión del balón | % | % |

| Alineación inicial |

| 1     | POR   | Federico Vilar        |  |
| 2     | DEF   | Enrique Pérez         |  |
| 3     | DEF   | Joel Huiqui           |  |
| 4     | DEF   | Rodrigo Godínez       |  |
| 5     | DEF   | José María Cárdenas   |  |
| 6     | MED   | Aldo Leão Ramírez     |  |
| 7     | MED   | Edgar Andrade         |  |
| 8     | MED   | Christian Valdez      |  |
| 9     | MED   | Carlos Adrián Morales |  |
| 10    | DEL   | Hector Mancilla       |  |
| 11    | DEL   | Jefferson Montero     |  |
| D. T. | D. T. | Carlos Bustos         |  |

| 1     | POR   | Miguel Pinto            |  |
| 2     | DEF   | Facundo Erpen           |  |
| 3     | DEF   | Gregorio Torres         |  |
| 4     | DEF   | Sergio Amaury Ponce     |  |
| 5     | DEF   | Francisco Giovanni León |  |
| 6     | MED   | Lucas Ayala             |  |
| 7     | MED   | José Luis Chávez        |  |
| 8     | MED   | Édson Rivera            |  |
| 9     | MED   | Omar Bravo              |  |
| 10    | DEL   | Vicente Matías Vuoso    |  |
| 11    | DEL   | Flavio Santos           |  |
| D. T. | D. T. | José Luis Mata          |  |

| 12 | Defensa        | ? | Entró |
| 13 | Centrocampista | ? | Entró |
| 14 | Delantero      | ? | Entró |

| 12 | Defensa        | ? | Entró |
| 13 | Centrocampista | ? | Entró |
| 14 | Delantero      | ? | Entró |

| Anotado · Anotado | Jefferson Montero 6´ Edgar Andrade12´ Hector Mancilla 53´ | 3:3 (3):(1) |

| Anotado · Anotado | Omar Bravo39´ Matías Vuoso51´ Lucas Ayala57´´ | 3:3 (1):(3) |

| Amonestado · Amonestado | ? |

| Amonestado · Amonestado | ? |

| Expulsado · Otorgado · Expulsado | ? |

| Expulsado · Otorgado · Expulsado | ? |

| Principal  | Fernando Guerrero   |
| Asistentes | Juan Joel Rangel    |
|            | Juan Carlos Salinas |
| Cuarto     | Óscar Macías        |

|                    |   |   |
| Tiros              | - | - |
| Tiros a puerta     | - | - |
| Faltas             | - | - |
| Saques de esquina  | - | - |
| Penaltis           | - | - |
| Fueras de juego    | - | - |
| Posesión del balón | % | % |

| Alineación inicial |

|                  |
| Campeón          |
| Monarcas Morelia |
| 1° título        |

| Predecesor: Clausura 2013 | Temporadas de la Copa México Apertura 2013 | Sucesor: Clausura 2014 |